# 扎斯塔瓦M84通用機槍
扎斯塔瓦M84通用機槍是由前南斯拉夫 (今塞爾維亞) 扎斯塔瓦武器公司（Zastava Arms）研發的通用機槍，M84為PKM通用機槍的仿製型號，但外表與PKM通用機槍存在差别。

## 衍生型

### M84
步兵標準型。

### M86
坦克、戰鬥載具型。

## 使用國
- 科索沃
- 蒙特內哥羅
- 北馬其頓
- 塞族共和國
- 塞爾維亞
- 斯洛維尼亞

### 前使用國
- 南斯拉夫

## 外部連結
- Official website of Zastava Arms
- Zastava M84